# Juraj Šutej
Juraj Šutej (Podorašac (Konjic, Osztrák–Magyar Monarchia), 1889. december 4. – Zágráb, 1976. április 15.) szlovén származású horvát ügyvéd, bíró és politikus, és magas rangú állami tisztviselő volt.

## Életútja
Szlovén bevándorlók családjában született Boszniában, a Konjic melletti Podorašacban. A középiskolát Szarajevóban végezte. A zágrábi egyetem jogi karán szerzett diplomát. Bíróként, majd ügyvédként dolgozott Szarajevóban. A Horvát Parasztpárt (HSS) színeiben háromszor választották képviselőnek a jugoszláv nemzetgyűlésbe, 1927-ben, 1935-ben és 1938-ban. Pénzügyminiszterként dolgozott Dragiša Cvetković kormányában. Pénzügyminiszterként Dušan Simović tábornok puccsa után is a kormányban maradt. A tengelyhatalmak inváziója után elhagyta az országot, hogy a kormány több tagjával együtt emigráljon. 1944-ben Ivan Šubašić emigráns jugoszláv kormányában is sikerült miniszternek maradnia, A kommunista uralom alatti Demokratikus Szövetségi Jugoszlávia Tito vezette ideiglenes kormányában tárca nélküli miniszter volt. 1945 októberében Šubašićtyal együtt (aki akkor még külügyminiszter volt), tiltakozásul az ellen, hogy a KPJ megszegte a kormány alapját képező Tito–Šubašić-megállapodást lemondott posztjáról. A HSS bojkottálta az 1945-ös jugoszláv parlamenti választást, 1946-ban pedig már sikertelenül próbálta újraéleszteni politikai munkáját, mivel a HSS vezetése ezt visszautasította, és arra kényszerült, hogy visszavonuljon a politikától.
1976-ban Zágrábban halt meg.

## Fordítás
- Ez a szócikk részben vagy egészben  a   Juraj Šutej című horvát Wikipédia-szócikk ezen változatának fordításán alapul.  Az eredeti cikk szerkesztőit annak laptörténete sorolja fel. Ez a jelzés csupán a megfogalmazás eredetét és a szerzői jogokat jelzi, nem szolgál a cikkben szereplő információk forrásmegjelöléseként.